# Ambivia parapopa
Ambivia parapopa är en bönsyrseart som beskrevs av Wang 1993. Ambivia parapopa ingår i släktet Ambivia och familjen Mantidae. Inga underarter finns listade i Catalogue of Life.